# 池田泰親

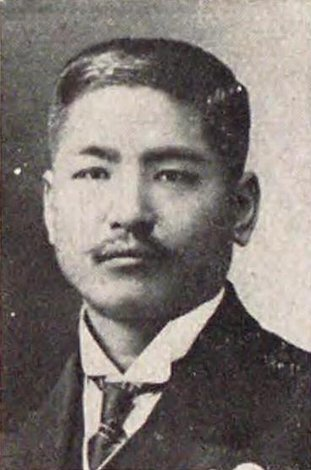
池田泰親

池田 泰親（いけだ やすちか、1873年（明治6年）5月10日 – 1943年（昭和18年）10月15日）は、衆議院議員（立憲政友会→政友本党→立憲民政党）。

## 経歴
熊本県天草郡富岡町（現在の苓北町）に桜井勝九郎の三男として生まれ、池田泰之の養子となった。1901年（明治34年）、東京帝国大学法科大学政治科を卒業し、一年志願兵として陸軍歩兵少尉となった。御領村長、同村会議員、天草郡会議員、同参事会員、熊本県会議員を歴任し、九州実業新聞社社長、九州新聞社副社長を務めた。
1920年（大正9年）、第14回衆議院議員総選挙に出馬し、当選。第15回衆議院議員総選挙でも再選を果たした。
その他大谷石材株式会社社長、中国稲荷山鋼索鉄道株式会社社長、苓州銀行取締役を務めた。